# Titan T-51 Mustang
Titan T-51 Mustang — копия P-51 Mustang в масштабе 3:4, разработанная владельцем Titan Aircraft Джоном Уильямсом.

## Описание
Titan T-51 Mustang является двухместным самолётом частной постройки с двойным управлением и тандемными креслами, который обладает замечательными лётно-техническими характеристиками, учитывая небольшой размер двигателя.
Комплекты Т-51 производятся компанией Titan Aircraft Company в Южном Остинбурге, штат Огайо, США, собираются и эксплуатируются в нескольких странах, где они пользуются популярностью у пилотов и особенно у зрителей на авиашоу. Самолёт обладает широким диапазоном управляемости, от скорости сваливания 39 миль/час (63 км/ч) до высокой производительности до 197 миль/час (317 км/ч) и манёвренности, обеспечиваемой способностью ограничения нагрузки +6g / -4g.
Titan имеет долгую историю создания различных самолётов, которые будут летать в соответствии со сверхлёгкими стандартами, в том числе в категории лёгких спортивных самолётов FAA. Пилоты выбирают, хотят ли они купить набор, который полностью укомплектован и готов к сборке, или базовый набор, к которому они добавляют свой собственный выбор пропеллеров, двигателей и приборов. Выпускается две версии: самодельная с убирающимся шасси, которой должны управлять пилоты с опытом использования убирающегося шасси, и любительская с фиксированным посадочным устройством, которое подходит для категории 1200 фунтов (540 кг) и ниже в Новой Зеландии и Австралии и может управляться спортивным пилотом в США.
Время налёта Titan T-51 составляет около 1400—1600 часов, и он не требует приспособлений или сложных инструментов.

## Технические характеристики
В уменьшенном размере Titan T-51 недостаточно широк, чтобы вместить стандартный авиационный двигатель, поэтому Titan T-51 оснащается лёгкими спортивными и сверхлёгкими авиационными двигателями. Наиболее часто применяется двигатель Rotax 912ULS/3 мощностью 75 кВт (100 л. с.), однако некоторые модели оснащаются двигателями Rotax 914 UL3 мощностью 86 кВт (115 л. с.) или Suzuki H мощностью 138 кВт (185 л. с.).